# Diagramme de Bondi
Les diagrammes de Bondi ont été conçus par Hermann Bondi afin de présenter graphiquement une méthode intuitive de compréhension de la relativité restreinte. Ils sont destinés à des élèves en fin d'études secondaires.

## Historique
En 1964, quand Hermann Bondi publie Relativity and Common Sense il est, entre autres, professeur de mathématiques appliquées au King's College de l'Université de Londres. 
La méthode de calcul de Bondi, en relativité restreinte, est destinée à faciliter la compréhension des phénomènes de dilatation du temps, de compression des distances, de relativité de la simultanéité, sans passer par la transformation de Lorentz. Elle présente ces phénomènes d'une façon originale, à partir de l'effet Doppler.
C'est cet effet Doppler, dont l'application aux vitesses relatives relativistes permet d'établir un rapport entre la fréquence d'émission d'un signal et sa fréquence de réception, ce rapport étant de k,  qui a donné son nom en anglais à la méthode d'Hermann Bondi :  Bondi's k-calculus.
Cette méthode, destinée aux élèves de fin d'études secondaire, d'après le physicien Fred I. Cooperstock, fait l'objet dans son livre General Relativistic Dynamics d'un long développement basé sur le livre de Bondi, Lectures on General Relativity, paru en 1965.
C'est également avec cette méthode, et sa représentation graphique, que Fred I. Cooperstock présente dans ce document une résolution, qu'il qualifie de simple, du paradoxe des jumeaux, au chapitre 3.5, page 40 : The twin or clock paradox.

## La représentation graphique de Bondi

Figure 1 - Un mobile B se déplace par rapport à A. Le mobile B reçoit pendant l'intervalle de temps kT un signal lumineux émis par A pendant une durée T. Si B émet pendant T, A le recevra pendant kT.

Figure 2 - B arrête d'émettre quand il ne reçoit plus de signaux de A.

Figure 3 - Méthode de composition du facteur Doppler k en fonction des trajectoires.

### Description générale
Un diagramme de Bondi est une représentation graphique de la trajectoire d'un mobile ayant une vitesse constante par rapport à un observateur. La figure 1 représente un objet B, se déplaçant dans le repère de l'observateur A, les distances étant portées en abscisse (x, horizontalement), les temps en ordonnée (t, verticalement). Les lignes faisant un angle de 45° avec les axes orthogonaux (x,t) de distance et de temps représentent les parcours de la lumière, vus par l'observateur A. 
Les diagrammes de Bondi ne sont pas similaires aux diagrammes d'espace-temps de Minkowski. Le temps et les distances sont repérés du point de vue de l'observateur A. 
Sur la figure 1, le mobile B croise A en O. Peu de temps après, A envoie des signaux à B, à la vitesse de la lumière. Les signaux sont émis par A pendant une durée T . Du fait de l'effet Doppler, B les reçoit pendant une durée de kT, k pouvant être désigné par facteur Doppler. Par la suite, si B envoie à son tour des signaux à A pendant un intervalle de temps T, A les recevra pendant kT.

### Relation entre le facteur Dopplerket la vitesse
La figure 2 représente A cherchant à calculer la vitesse relative de B. 
Au croisement O, A et B se sont mis d'accord pour mettre leurs horloges à zéro. Ils ont aussi préalablement mis au point un protocole : A envoie des signaux à B à partir du croisement en O puis s'arrête d'émettre ; B émet également des signaux vers A depuis leur croisement à O, tant qu'il en reçoit. 
A émet pendant un temps T. et B émet des signaux que A reçoit donc, d'après ses calculs, jusqu'au temps k(kT). B a donc cessé d'émettre en un point P de son parcours. Vu par A, le dernier photon émis par lui a mis un temps égal à k(kT) - T pour faire un aller-retour au point P. A peut ainsi calculer à quelle distance D est le point P, la vitesse de la lumière étant de c, elle est D = c(k2T - T)/2. 
Comme B a mis un temps T ' = T + (k2T - T)/2 = (k2 + 1)T/2, la vitesse relative de B est de v = D/T ' ; donc :
{\displaystyle v=c\cdot {\frac {k^{2}-1}{k^{2}+1}}}
A voulait connaître la vitesse de B, il peut la calculer à partir de ses relevés d'horloge, qui lui permettent de calculer k ; il peut aussi en déduire, quand il connait une vitesse, comment calculer k :
{\displaystyle k={\sqrt {\frac {1+v/c}{1-v/c}}}}

### Loi de composition des vitesses à partir dek, et son diagramme de Bondi
Sur la figure 3 sont représentées les trajectoires de mobiles B et C se déplaçant à deux vitesses différentes par rapport à A. Si la vitesse de vitesse de B par rapport à A est vAB et si la vitesse de C par rapport à B est  vBC, il est possible de calculer la vitesse vAC de C par rapport à A. 
La méthode utilisée repose toujours sur l'utilisation  du facteur k, le facteur Doppler. Pendant une durée T,  A émet vers B qui reçoit pendant une durée  T.kAB. De même, B émet vers C pendant qu'il reçoit, C recevant donc sur une durée de T.kBC. On peut en déduire que  kAC =  kAB. kBC. 
Sur le diagramme, les parcours des premiers et derniers photons sont alignés. Une simple application des règles de proportions entre éléments de triangles semblables (théorème de Thalès) donne le même résultat.
À partir du résultat établi dans la section précédente, donnant l'expression de la vitesse en fonction de k, on écrit : 
{\displaystyle v_{AC}=c\cdot {\frac {(k_{AC})^{2}-1}{(k_{AC})^{2}+1}}=c\cdot {\frac {(k_{AB})^{2}\cdot (k_{BC})^{2}-1}{(k_{AB})^{2}\cdot (k_{BC})^{2}+1}}}
Cette équation donne, après simplification, le résultat de la loi de composition des vitesses en relativité restreinte :
{\displaystyle v_{AC}={\frac {v_{AB}+v_{BC}}{1+v_{AB}\cdot v_{BC}/c^{2}}}}
Il est également possible de retrouver la transformation de Lorentz par la méthode de Bondi.
Cependant, le calcul par le facteur Doppler k, étant la base de la méthode et de sa représentation graphique simple, l'usage commode et intuitif peut être illustré par la présentation du paradoxe des jumeaux, tel qu'il est décrit par F. Cooperstock.

## Résolution du paradoxe des jumeaux et des horloges par la méthode de Bondi

Figure 4 - Sur ce schéma, quand B rencontre C (en P), qui va vers A à la vitesse opposée, il cesse d'émettre vers A. Si B émet pendant T, A reçoit durant kT, car B s'éloigne. L'émission de C, pendant T aussi, est reçue par A pendant T/k, par C s'approche. Quand B fait un aller-retour de durée 2T (vu par B), ce voyage dure T(k + 1/k) vu par A.

B (Bernard) part en voyage à une vitesse relativiste et revient vers A (Alain), son jumeau. D'après la théorie de la relativité restreinte, la façon dont s'écoule le temps pour le voyageur Bernard fait qu'il reviendra moins âgé que Alain, qui est resté fixe. Selon la vitesse et la durée du voyage, Bernard retrouvera son frère jumeau Alain, devenu plus vieux que lui, ou même ne retrouvera que ses enfants, ou des descendants plus lointains. Si l'on inverse le point de vue, considérant alors que c'est Alain qui voyage, et Bernard qui représente le référentiel au repos, ne devrait-on pas trouver que c'est Alain qui est plus jeune que Bernard lors de leurs retrouvailles, ce qui serait paradoxal, car chacun des deux jumeaux ne peut être à la fois plus jeune et plus vieux ? (Voir l'article Paradoxe des jumeaux)  
La résolution par la méthode de Bondi est représentée sur la figure 4 :  B et A initialisent leurs horloges au moment du départ (au point O). Dès le départ, B émet des signaux en direction de A. Au bout d'un temps T (pour B), B croise un mobile C (au point P), arrête d'émettre vers A, alors que C prend le relai et émet à son tour vers A. Le mobile C est animé par rapport à A, d'une vitesse opposée à celle de B (v pour B, - v pour C). 
B émet des signaux pendant une durée T. Comme B s'éloigne, A les reçoit pendant kT. C émet aussi pendant T, mais comme il s'approche de A à une vitesse - v,  A les reçoit durant T/k. Pour A l'arrivée de C s'est effectuée après une durée de T( k + 1/k). 
Considérant que le problème est équivalent à « Bernard fait demi-tour quand il s'est déplacé pendant un temps T », son voyage, pour lui, a duré 2T, alors que Alain, au repos, a compté kT + T/k sur son horloge. 
En prenant un exemple numérique, si v = 0,8c (80 % de la vitesse de la lumière), le facteur Doppler {\displaystyle k={\sqrt {\frac {1+v/c}{1-v/c}}}={\sqrt {\frac {1+0,8}{1-0,8}}}=3}. 
Si Bernard met T = 1 an dans son référentiel avant de faire demi-tour, il fera son voyage en deux ans alors qu'Alain aura vieilli de (1x3 + 1/3 = 3,33) ans, soit trois ans et quatre mois dans son référentiel au repos.
Cela parait évident pour Hermann Bondi et Fred Cooperstock que la démonstration se suffit à elle-même sans qu'il soit besoin de mettre Bernard dans un référentiel au repos et Alain dans un référentiel mobile : aucun diagramme, où les situations seraient inversées, n'est présenté. 
Les seules considérations, d'après eux, pouvant amener à controverse sont celles qui concernent le fait, qu'en réalité, si l'on pouvait reproduire physiquement l'expérience de pensée, seul Bernard serait soumis à des accélérations, au départ, au demi-tour, à l'arrivée, et que ces périodes accélérées ne pourraient pas compenser la différence de durée entre les référentiels, car elles sont indépendantes de la durée du voyage. Ces phases d'accélération ne sont donc pas des arguments recevables pour une éventuelle remise en cause de la démonstration, prouvant que le voyage a duré moins longtemps pour Bernard que pour Alain.